# Premier of KwaZulu-Natal
Der Premier of KwaZulu-Natal ist der Regierungschef der Provinz KwaZulu-Natal von Südafrika. Die derzeitige Premier of KwaZulu-Natal ist Nomusa Dube-Ncube. Sie ist die erste Frau in diesem Amt und Mitglied des African National Congress. Sie hat das Amt am 10. August 2022 angetreten. 

## Aufgaben
In der Constitution of South Africa wird die exekutive Autorität jeder Provinz dem Premier anvertraut. Der Premier ernennt ein Executive Council aus zehn Mitgliedern der Provincial Legislature; sie werden als „Members of the Executive Council“ (MECs) bezeichnet. Die MECs sind im Grunde genommen de Ministers in der Provinzregierung und das Executive Council dient als Kabinett. Die MECs werden nach dem Ermessen des Premiers beauftragt. Der Premier ist zusammen mit dem Executive Council verantwortlich für die Umsetzung der Provinz-Gesetze und aller nationalen Gesetze, welche der Kompetenz der Provinz zugewiesen sind. Die Provinzregierungen legen die Politik der Provinz fest und leiten die Abteilungen der Provinzregierung; ihre Handlungen unterliegen der nationalen Verfassung.
Damit ein Gesetz der Provinzialgesetzgebung (IsiShayamthetho saKwaZulu-Natali) verabschiedet wird, muss der Ministerpräsident es unterzeichnen. Hält er das Gesetz für verfassungswidrig, kann es zur erneuten Prüfung an den Gesetzgeber zurückverwiesen werden. Können sich Ministerpräsident und Gesetzgeber nicht einigen, muss das Gesetz zur endgültigen Prüfung an das Verfassungsgericht verwiesen werden. Der Premier ist auch ex officio Mitglied des National Council of Provinces, des Oberhauses des Parlaments, als einer der Sonderdelegierten von seiner Provinz.

## Wahlen
Wahlen zur gesetzgebenden Versammlung der Provinz KwaZulu-Natal müssen alle fünf Jahre abgehalten werden, normalerweise gleichzeitig mit der Wahl der Nationalversammlung; die letzte Wahl fand am 8. Mai 2019 statt. Bei der ersten Sitzung der Provincial Legislature nach einer Wahl bestimmen die Mitglieder den Premier aus ihrer Mitte durch indirekte Wahl.
Die Provincial Legislature kann den Premier durch einen Misstrauensvotum zum Rücktritt zwingen. Wenn das Amt des Premiers vakant wird (aus welchen Gründen auch immer), muss die Provincial Legislature einen neuen Premier wählen, der im Zeitraum bis zur nächsten Wahl die Amtsgeschäfte führt. Eine Person darf nicht länger als zwei fünfjährige Amtszeiten als Premier dienen; Wenn jedoch ein Premier gewählt wird, um eine Vakanz zu füllen, zählt die Zeit bis zur nächsten Wahl nicht als Amtszeit.

## Liste der Premiers
| No. | Name              | Amtsantritt                        | Amtszeitende     | Partei                          |
| --- | ----------------- | ---------------------------------- | ---------------- | ------------------------------- |
| 1   | Frank Mdlalose    | 11. Mai 1994                       | 1. März 1997     | Inkatha Freedom Party (IFP)     |
| 2   | Ben Ngubane       | 1. März 1997 ('acting' bis 19. 3.) | 10. Februar 1999 | IFP                             |
| 3   | Lionel Mtshali    | 10. Februar 1999                   | 23. April 2004   | IFP                             |
| 4   | S’bu Ndebele      | 23. April 2004                     | 6. Mai 2009      | African National Congress (ANC) |
| 5   | Zweli Mkhize      | 6. Mai 2009                        | 22. August 2013  | ANC                             |
| 6   | Senzo Mchunu      | 22. August 2013                    | 24. Mai 2016     | ANC                             |
| 7   | Willies Mchunu    | 24. Mai 2016                       | 27. Mai 2019     | ANC                             |
| 8   | Sihle Zikalala    | 27. Mai 2019                       | 5. August 2022   | ANC                             |
| 9   | Nomusa Dube-Ncube | 10. August 2022                    |                  | ANC                             |